# Crescent Mills (Kalifornija)
Crescent Mills je naseljeno područje za statističke svrhe u američkoj saveznoj državi Kalifornija. Prema popisu stanovništva iz 2010. u njemu je živjelo 196 stanovnika.